# Özkonak
Özkonak es una ciudad subterránea abandonada en la región de Capadocia, en Anatolia central, Turquía. Se encuentra 14 km al norte de Avanos. Özkonak fue descubierta en 1972, y la ciudad se encuentra aún parcialmente obstruida. Se han descubierto catorce cuartos que podían ser bloqueados con rocas desde el interior, dos cuartos que probablemente eran establos; unas cocinas y comedores.
La datación por radiocarbono, de restos de carbón dio una fecha de 3000 años.
La ciudad se calcula con una antigüedad de 7000 años.

## Galería de imágenes

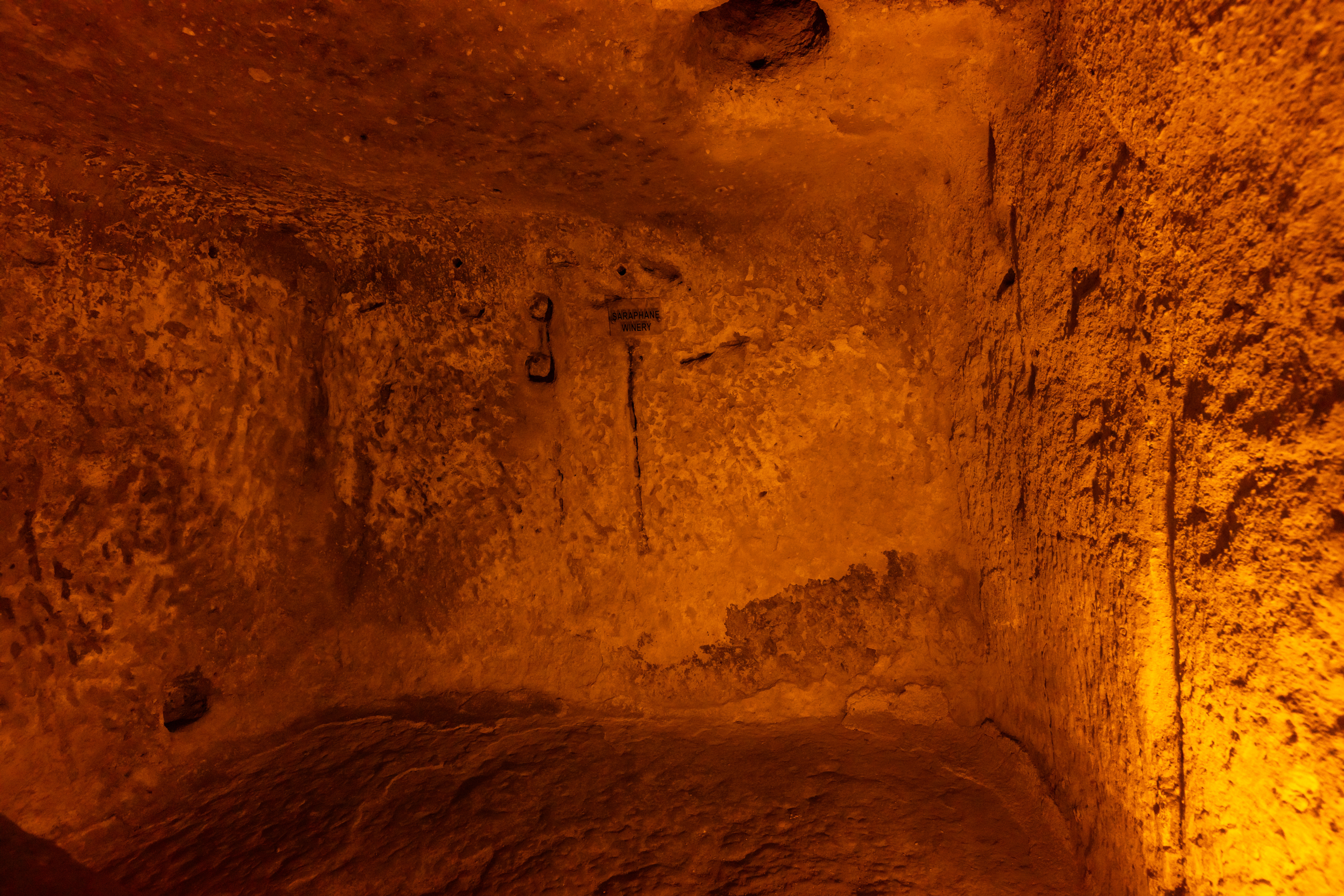
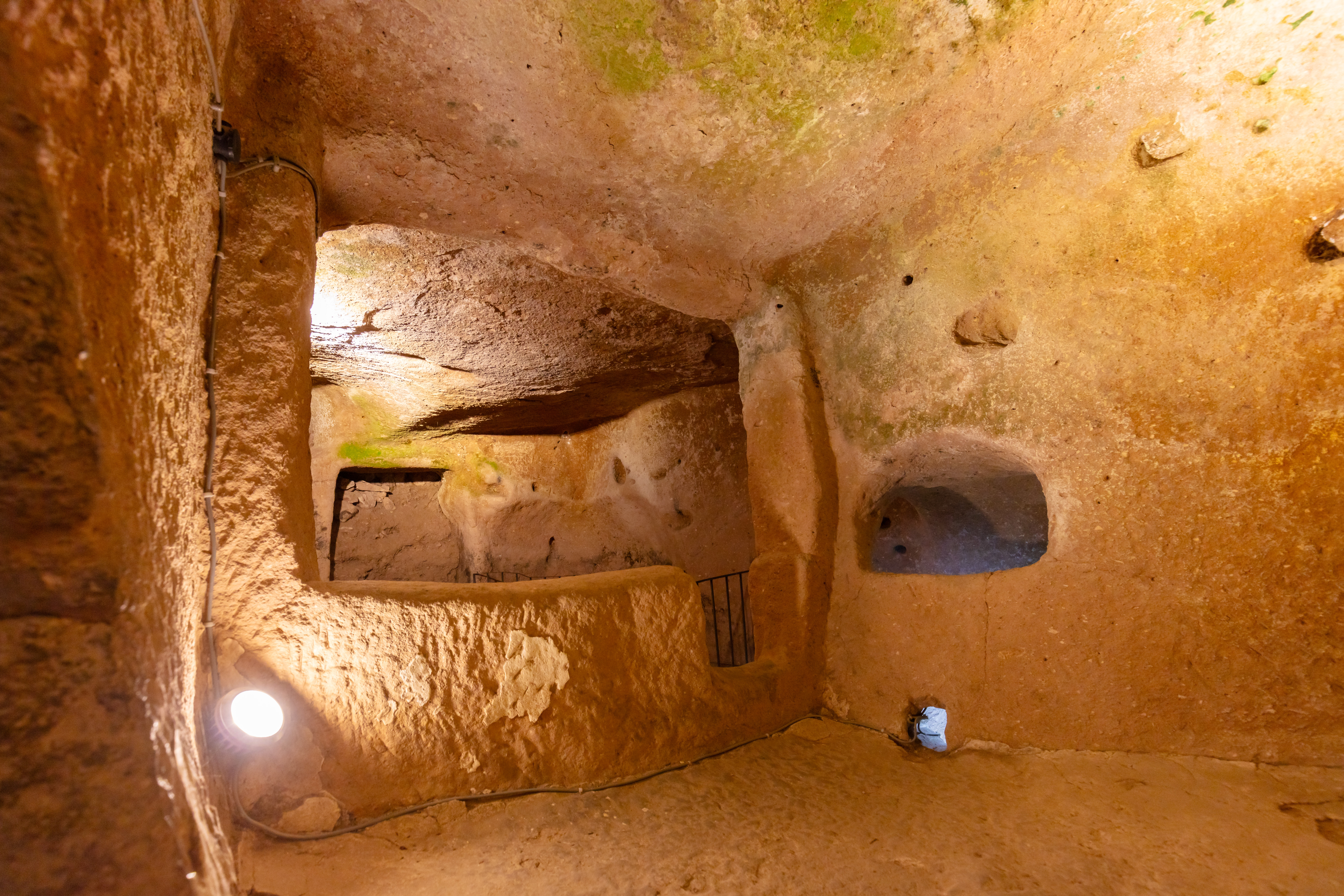
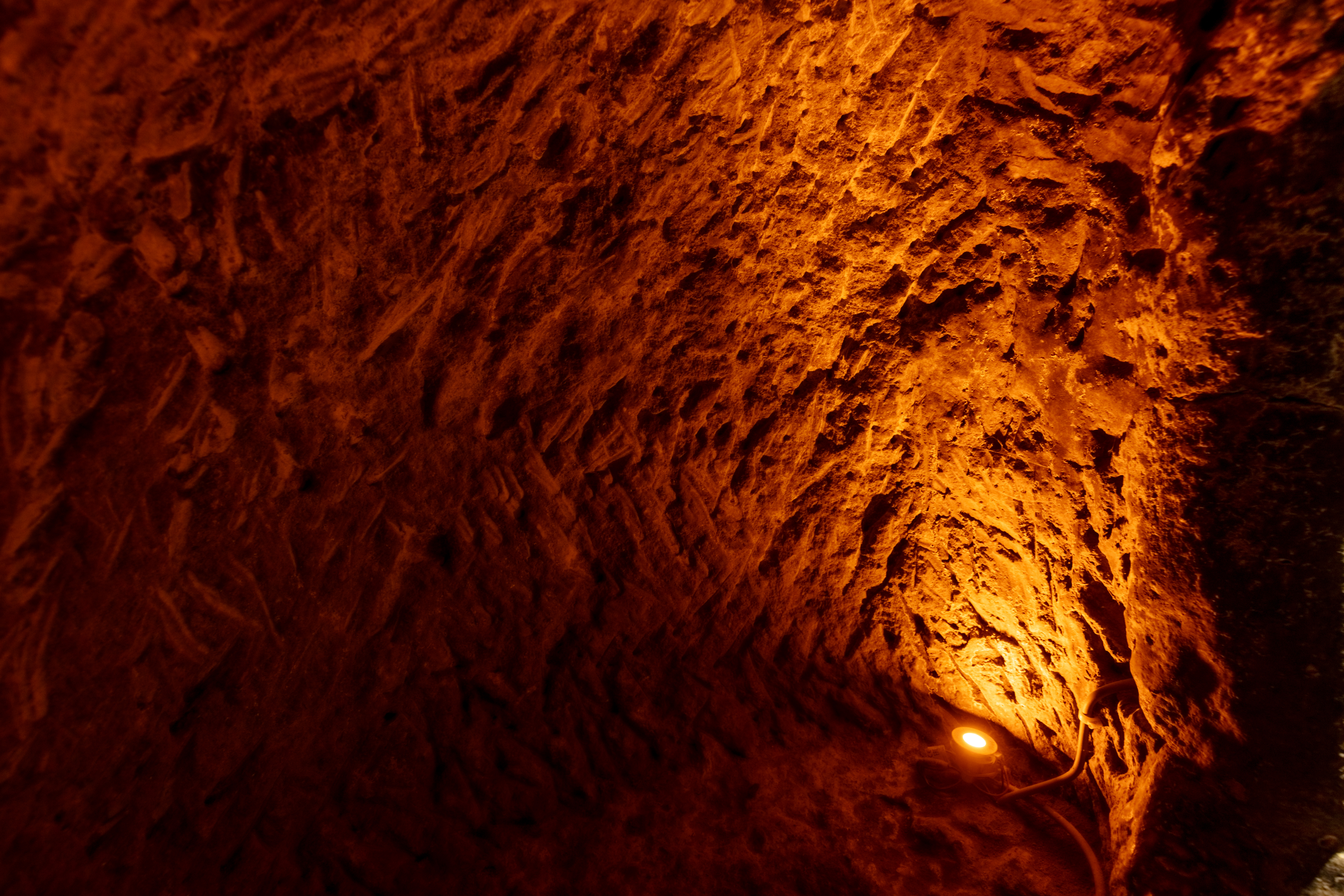
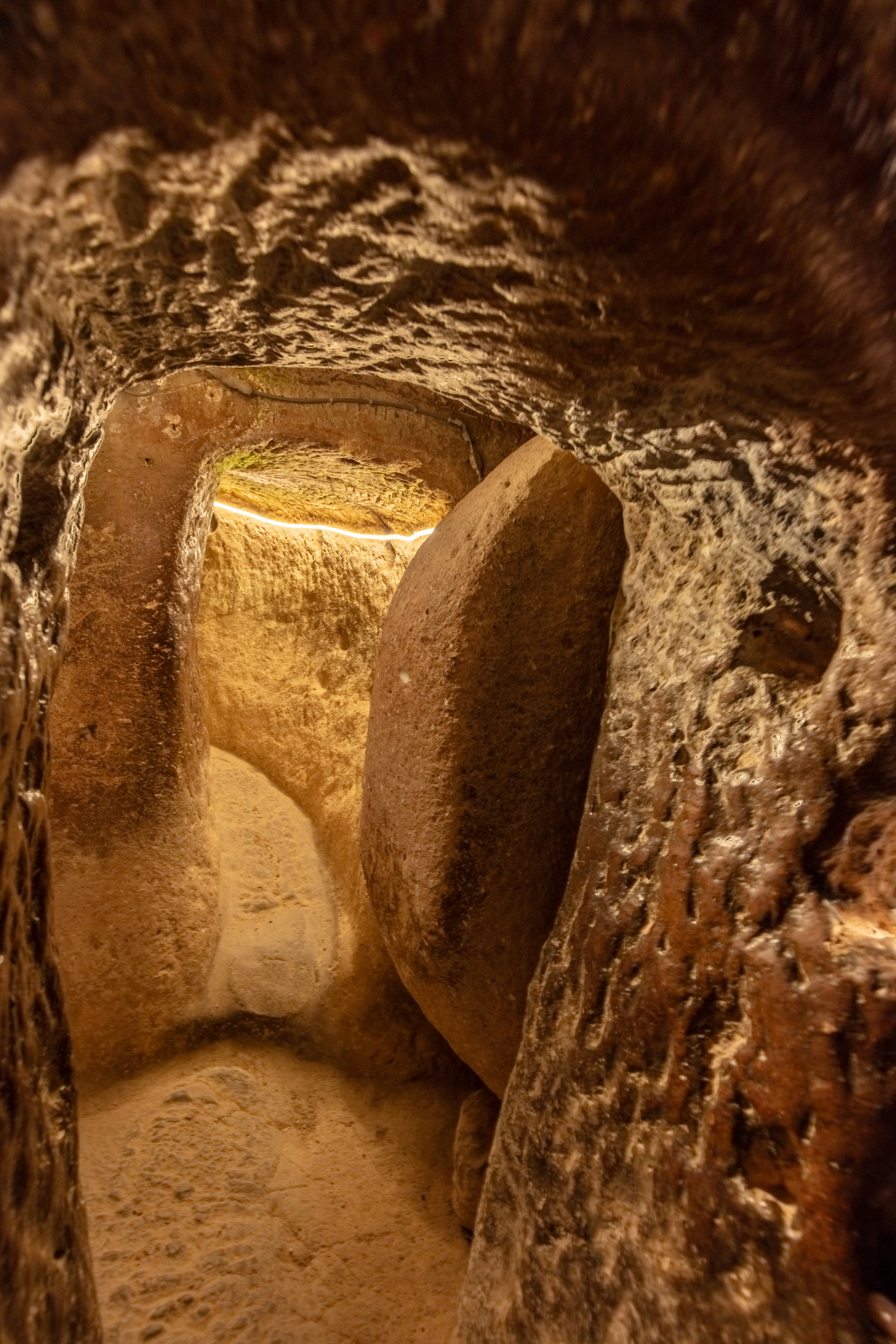
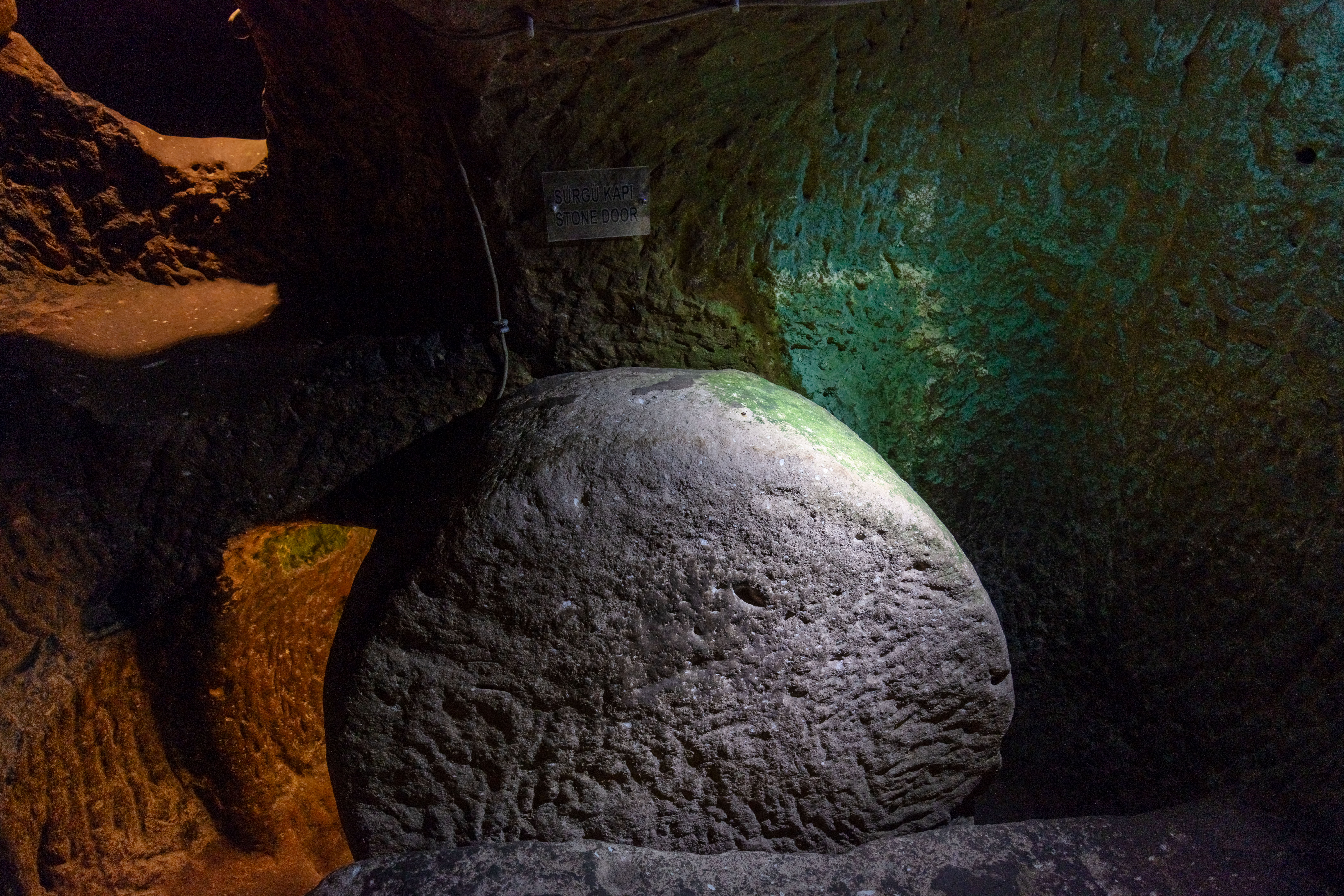